# VIP
VIP hay là V.I.P. (tiếng Anh: Very Important Person, nghĩa đen: Người rất quan trọng), đôi khi còn gọi là yếu nhân, là từ thông dụng để chỉ một nhân vật rất quan trọng hoặc có địa vị trong xã hội hoặc một dịch vụ đặc biệt.

## Ví dụ điển hình
- Nguyên thủ quốc gia.
- Người nổi tiếng, người quan trọng.
- Ông chủ, người kinh doanh, người có tiềm lực kinh tế.
- Các chính trị gia, sĩ quan cao cấp, lãnh đạo công ty, cá nhân giàu có, hoặc bất kỳ người nào đáng chú ý khác do một số lý do.

## Trường hợp khác
Trong một số trường hợp, chẳng hạn như vé cho các sự kiện, VIP có thể được sử dụng bởi bất cứ ai khi mua "vé VIP" để được hưởng sự phục vụ đặc biệt. Thuật ngữ này được đặt ra từ năm 1940 và 1945.